# ویتو ولترا
ویتو ولترا (انگلیسی: Vito Volterra؛ زاده ۳ مهٔ ۱۸۶۰ درگذشته ۱۱ اکتبر ۱۹۴۰) یک دانشمند در زمینه آنالیز ریاضی اهل ایتالیا بود.